# توره‌برونا
توره‌برونا (به ایتالیایی: Torrebruna) یک کومونه در ایتالیا است که در استان کییتی واقع شده‌است. توره‌برونا ۲۳ کیلومتر مربع مساحت و ۱٬۰۹۲ نفر جمعیت دارد و ۸۵۷ متر بالاتر از سطح دریا واقع شده‌است.